# نادیا خیاری
نادیا خیاری (انگلیسی: Nadia Khiari؛ عربی: نادية خياري؛ زادهٔ ۲۱ مهٔ ۱۹۷۳) نقاش، کاریکاتوریست و دیوارنگار اهل تونس است.
خیاری دانش‌آموختهٔ اکس-آن-پرووانس است و شهرتش به‌واسطهٔ وقایع‌نگاری و کاریکاتورهایی بود که در جریان بهار عربی منتشر کرد، به‌خصوص شخصیت گربه‌ای به نام «ویلیس» که در برخی منابع «گربهٔ انقلاب» نام گرفت.
او در سال ۲۰۱۶ میلادی، یکی از ۱۰۰ زن بی‌بی‌سی نام گرفت.